# ジョン・トロペイ
ジョン・トロペイ（John Tropea、1946年1月7日 - ）は、アメリカ合衆国のギタリスト。

## 略歴
トロペイは12歳でギターの研究を始めた。彼の音楽教育はボストンのバークリー音楽大学で続けられ、そこでジャズ・ギター、ハーモニー、作曲、ビッグバンドのアレンジを学んだ。ボストンに着いてから後、トロペイはザ・スリー・ディグリーズを含む地元のバンドとジャズやR&Bを演奏し始めた。彼はウェス・モンゴメリー、ジョニー・スミス、ルイス・ボンファ、パット・マルティーノ、ジョージ・ベンソンの影響を受けた。彼の指導者の中には、ハモンドB3オルガン奏者のジャック・マクダフとジミー・スミスがいた。
バークリー卒業後、トロペイはエウミール・デオダートとレコーディングしツアーを行った。1967年にニューヨークに移り、彼は最も人気のあるセッション・プレーヤーの一人となった。1974年、彼はヴァン・モリソンのアルバム『ヴィードン・フリース』に収録され、シングルとして発表された「Bulbs」と「Cul de Sac」で演奏した。トロペイは、TKレコードのために絶賛された3枚のソロ・アルバムを作成しプロデュースした。最初のソロ・アルバム『トロペイ』は1975年にリリースされ、続いて『ショート・トリップ・トゥ・スペース (宇宙楽園)』、『トゥ・タッチ・ユー・アゲイン』がリリースされた。これらの初期のレコーディングやその他のプロジェクトで、トロペイはウォーレン・バーンハート、マイケル・ブレッカー、ランディ・ブレッカー、スティーヴ・ガッド、ドン・グロルニック、アンソニー・ジャクソン、デイヴィッド・サンボーン、デヴィッド・スピノザ、リチャード・ティーなどの主要なニューヨークのミュージシャンたちと緊密な音楽提携を結んだ。

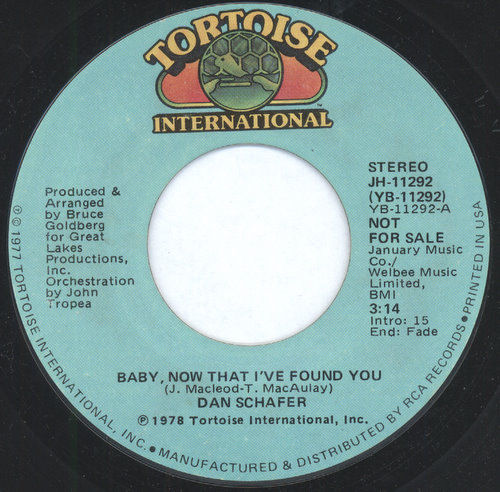
ダン・シェイファー 1977年 Tortoise International/RCA 45 シングル

1977年にリリースされた、RCAレコード傘下のトータス・インターナショナル・レコード (Tortoise International Records)にてダン・シェイファーの録音による「Baby Now That I've Found You」でギターを弾いた。2012年3月になって、このバージョンはコンピレーション・アルバム『Perhaps...The Very Best of Dan Schafer』に収録された。彼はビリー・コブハム、エウミール・デオダート、ローラ・ニーロ、ハリー・チェイピン、ポール・サイモン、エリック・クラプトン、ドクター・ジョンと共演している。トロペイは、映画や放送広告用の音楽を書き、編曲した。彼は頻繁に共同プロデューサーであり友人であるウィル・リーと一緒に活動し、アルバム『チェンジ・ザ・ワールド』と『レッツ・ゲット・イット・オン』をリリースし、ニューヨークのミケルズでトロペイ・バンドによるライブ・パフォーマンスを行った。また、1977年から1980年にかけてWABCの番組『Eyewitness News』のエンディングで使用された曲「タンブリン (Tambourine)」を作曲している。

## ディスコグラフィ

### ソロ・アルバム
- 『トロペイ』 - Tropea (1975年、Marlin)
- 『ショート・トリップ・トゥ・スペース (宇宙楽園)』 - Short Trip to Space (1977年、Marlin)
- 『トゥ・タッチ・ユー・アゲイン』 - To Touch You Again (1979年、Marlin)
- 『ライヴ・アット・ミケルズ』 - Live at Mikell's (1982年、Video Arts)[1]
- 『ニューヨーク・キャッツ・ダイレクト』 - NYC Cats Direct (1986年、DMP)
- 『チェンジ・ザ・ワールド』 - A Simple Way to Say I Love You (1997年、Video Arts)[1]
- 『レッツ・ゲット・イット・オン』 - Something Old, New, Borrowed and Blues (1999年、Video Arts)
- 『スタンダード・インフルエンス』 - Standard Influence (2003年、Video Arts)
- 『ロック・キャンディ』 - Standard Influence II: Rock Candy (2005年、Video Arts)
- 『トロペイ10 - ザ・タイム・イズ・ライト』 - Tropea 10: The Time Is Right (2007年、Video Arts)[1]
- 『ガット・ユア・リズム!』 - Gotcha Rhythm Right Here (2014年、STP)[1][2][3][5]

### 参加アルバム
- エウミール・デオダート : 『ツァラトゥストラはかく語りき』 - Also Sprach Zarathustra (2001 Theme)[3] (1972年、CTI)
- エウミール・デオダート : 『ラプソディー・イン・ブルー』 - Deodato 2 (1973年、CTI)
- ビリー・コブハム : 『スペクトラム』 - Spectrum (1973年、Atlantic)
- エウミール・デオダート : 『旋風』 - Whirlwinds (1974年、MCA)
- エウミール・デオダート : 『アーティストゥリー』 - Artistry (1974年、MCA)
- ヴァン・モリソン : 『ヴィードン・フリース』 - Veedon Fleece (1974年)
- ソニー・スティット : Satan (1974年、Cadet)
- ボニー・レイット : 『ストリートライツ』 - Streetlights (1974年、Warner Bros.)
- ピーター・アレン : 『コンチネンタル・アメリカン』 - Continental American (1974年、A&M)
- ボ・ディドリー : 『ビッグ・バッド・ボ』 - Big Bad Bo (1974年、Chess)
- ブルー・ミッチェル : 『メニー・シェイズ・オブ・ブルー』 - Many Shades of Blue (1974年、Mainstream)
- ポール・サイモン : 『時の流れに』 - Still Crazy After All These Years (1975年、Columbia)
- ディオンヌ・ワーウィック : 『愛のめぐり逢い』 - Then Came You (1975年、Warner Bros.)
- エウミール・デオダート : 『ファースト・クックー』 - First Cuckoo (1975年、MCA)
- 山下達郎 : 『CIRCUS TOWN』 (1976年、RCA ⁄ RVC)
- フィービ・スノウ : 『夜の調べ』 - Second Childhood (1976年、Columbia)
- ローラ・ニーロ : 『スマイル』 - Smile (1976年、Columbia)
- ラロ・シフリン : 『ブラック・ウィドウ』 - Black Widow (1976年、CTI)
- ラロ・シフリン : 『タワーリング・トッカータ』 - Towering Toccata (1977年、CTI)
- インタギャラクティック・ツアーリング・バンド : 『銀河の使者』 - Intergalactic Touring Band (1977年、Passport)
- フランキー・ヴァリ : 『恋人たちの調べ』 - Lady Put the Light Out (1977年、Private Stock)
- ダン・シェイファー : "Baby Now That I've Found You" (1977年、RCA/Tortoise International) ※シングル
- リンゴ・スター : 『ウィングズ〜リンゴ IV』 - Ringo the 4th (1977年、Polydor)
- ロバータ・フラック : 『愛の世界』 - Blue Lights in the Basement (1977年、Atlantic)
- マイケル・フランクス : 『シティ・エレガンス』 - Burchfield Nines (1978年、Warner Bros.)
- ローラ・ニーロ : 『愛の営み』 - Nested (1978年、CBS)
- バーブラ・ストライサンド : 『ソングバード』 - Songbird (1978年、Columbia)
- アート・ファーマー with ジョー・ヘンダーソン : 『ヤマ』 - Yama (1979年、CTI)
- ランディ・クロフォード : 『絹の響き』 - Raw Silk (1979年、Warner Bros.)
- ピーター・アレン : 『アイ・クッド・ハヴ・ビーン・ア・セイラー』 - I Could Have Been a Sailor (1979年、A&M)
- ロバータ・フラック & ダニー・ハサウェイ : 『ダニーに捧ぐ』 - Roberta Flack Featuring Donny Hathaway (1980年、Atlantic)
- パティ・オースティン : 『ボディ・ランゲージ』 - Body Language (1980年、CTI)
- スティーヴン・ビショップ : 『哀愁マンハッタン』 - Red Cab to Manhattan (1980年、Warner Bros.)
- オデッセイ : 『アイ・ガット・ザ・メロディ』 - I Got the Melody (1981年)
- レイ・バレット : 『ラ・クーナ』 - La Cuna (1981年)
- ロン・カーター : 『スーパー・ストリングス』 - Super Strings (1981年、Milestone)
- アイリーン・キャラ : 『アイリーン・キャラ・デビュー』 - Anyone Can See (1982年、Network)
- オノ・ヨーコ : 『イッツ・オーライト』 - It's Alright (I See Rainbows) (1982年、Polydor)
- グロリア・ゲイナー : Gloria Gaynor (1982年、Atlantic)
- マイケル・フランクス : 『パッションフルーツ』 - Passionfruit (1983年、Warner Bros).
- パティ・オースティン : 『イン・マイ・ライフ』 - In My Life (1983年、CTI)
- ジョン・レノン & オノ・ヨーコ : 『ミルク・アンド・ハニー』 - Milk and Honey (1984年、Polydor)
- チャカ・カーン : 『C.K.』 - CK (1988年、Warner Bros.)
- エリック・クラプトン : 『ジャーニーマン』 - Journeyman (1989年、Reprise)
- ライザ・ミネリ : Gently (1996年、Angel)